# Hubert Harrison
Hubert Henry Harrison (Santa Cruz, 27 de abril 1883 - Nova Iorque, 17 de dezembro 1927) foi um escritor nascido nas Índias Ocidentais Dinamarquesas e naturalizado estadunidense, livre pensador, orador, educador, crítico e ativista político socialista que viveu em Harlem, Nova Iorque.
Foi descrito pelo ativista A. Philip Randolph como o pai do radicalismo de Harlem e pelo historiador Joel Augustus Rogers como o intelectual afro-americano mais importante de sua época. John G. Jackson, de American Atheists, descreveu-lhe como o Sócrates negro.
Imigrante de Santa Cruz, Índias Ocidentais Dinamarquesas (atual Ilhas Virgens Americanas), aos 17 anos, jogou um papel crucial nos movimentos de luta de classe e antirracistas nos Estados Unidos. Em 1912-14 foi organizador no Partido Socialista dos Estados Unidos. Em 1917 fundou a "Liberty League" e The Voice, primeira organização e jornal do Movimento Negro. A partir de tudo isto liderou grupos de indivíduos e organizações com consciência de raça no movimento de Marcus Garvey.
Harrison teve uma influência crucial como pensador que desenvolveu a consciência de classe entre a população trabalhadora, a consciência positiva de raça entre a população negra, o ateísmo, o humanismo secular, o progressismo e o pensamento livre. Descreveu-se a si mesmo como "internacionalista radical" e contribuiu significativamente à tradição radical no Caraíbas. Influenciou a uma geração completa de militantes do movimento New Negro como A. Philip Randolph, Chandler Owen, Marcus Garvey, Richard Benjamin Moore, W. A. Domingo, Williana Burroughs e Cyril Briggs.

## Carreira
Na sua primeira década em Nova York, começa a escrever cartas ao editor do New York Times sobre temas como a teoria da evolução de Darwin ou a crítica literária. Também começa a ler sobre os temas da poesia de Paul Laurence Dunbar e a Era da Reconstrução. Como parte dos seus esforços cívicos, trabalhou no St. Benedict's Lyceum (com Arthur Schomburg, John E. Bruce e Samuel Duncan); no St. Mark's Lyceum (com George Young, John Dotha Jones e Charles Burroughs); na White Rose Home (com Frances Reynolds Keyser) e no YMCA.
Neste momento começa seu interesse pelo livre pensamento, aumentado pelo uso do método científico desprovisto dos dogmas teístas. Começa um abandono do cristianismo para acercar-se ao ateísmo agnóstico similar ao pensamento de Thomas Huxley de forma que sua nova visão do mundo coloca à humanidade e não a um deus no centro.
Em 1907 encontra trabalho como oficinista no Serviço Postal dos Estados Unidos.
Harrison, como Huxley se converte em voz da oposição à religião organizada, remarcando, algo que lhe deu fama que os negros que criam nas ideias bíblicas não estavam sensatos: chamou ao cristianismo "a fé do criador de escravos", citando bilhetes nos que se justifica a escravatura (Se veja: Escravatura na Bíblia). Os únicos negros no cristianismo eram os demónios enquanto Jesus, Deus e os Anjos eram brancos. Por estas razões, Harrison promulgava manter-se negro e ir ao inferno. Rebatia a existência de Deus e a Bíblia nos seus comentários sobre a fé pelo que os teístas condenaram o seu ponto de vista e teve incidentes nos que se queimavam as suas leituras antiteístas. Um destes incidentes envolveu com um extremista religioso. Harrison tinha estado argumentando a favor do controle da natalidade e contra as igrejas por fomentar a superstição, a ignorância e a pobreza; O fundamentalista atacou-lhe com uma alavanca de ferro e Harrison desarmou-lhe e reduziu, no entanto foi Harrison o preso pela polícia (que deixou escapar o atacante) por assalto e levado a julgamento, onde foi absolvido ao ter atuado sobre autodefesa e constando que o polícia tinha preso à pessoa errada.
Harrison apoiava as filosofias críticas de W. E. B. Du Bois e William Monroe Trotter. Particularmente depois do Brownsville Affair, converteu-se num crítico com os presidentes Theodore Roosevelt e William Howard Taft e do Partido Republicano.
Também criticou ao líder negro Booker T. Washington, já que considerava que a sua filosofia política era servil. Em 1910 escreveu cartas ao jornal New York Sun com estas críticas e perdeu o seu emprego no serviço postal graças ao poder de influência de Booker e sua “Tuskegee Machine”, junto a eventos que envolveram ao republicano negro Charles W. Anderson, o assistente de Booker Washington Emmett Scott e o "New York Postmaster" Edward M. Morgan.